# Vườn quốc gia Núi lửa Hawaii
Vườn quốc gia Núi lửa Hawaii (tiếng Anh: Hawaii Volcanoes National Park), được thành lập vào ngày 1 tháng 8 năm 1916, là một vườn quốc gia nằm trên đảo Hawaii thuộc tiểu bang Hawaii, Hoa Kỳ. Nó bao gồm hai ngọn núi lửa đang hoạt động là Kīlauea, một trong những ngọn núi lửa hoạt động mạnh nhất thế giới và Mauna Loa, ngọn núi lửa hình khiên lớn nhất thế giới. Vườn quốc gia này cung cấp cho các nhà khoa học cái nhìn sâu sắc về sự hình thành và phát triển của Quần đảo Hawaii và các nghiên cứu đang diễn ra về các quá trình hoạt động của núi lửa. Đối với du khách, vườn quốc gia cung cấp cảnh quan núi lửa vô cùng ấn tượng, cũng như cái nhìn thoáng qua về hệ động thực vật quý hiếm.
Để ghi nhận các giá trị nổi bật của nó, vườn quốc gia đã được UNESCO công nhận là Khu dự trữ sinh quyển thế giới từ năm 1980 và Di sản thế giới từ năm 1987. Năm 2012, vườn quốc gia này là địa điểm thứ 14 được khắc trên loạt tiền xu Quarter kỷ niệm cảnh đẹp của Hoa Kỳ.
Vào ngày 11 tháng 5 năm 2018, vườn quốc gia bị đóng cửa khu vực núi lửa Kīlauea, bao gồm cả trung tâm du khách và trụ sở chính của vườn quốc gia bởi những vụ nổ và đám mây tro từ miệng núi lửa Halemaʻumaʻu cùng động đất gây thiệt hại. Các phần của vườn quốc gia, bao gồm trung tâm du khách đã mở cửa trở lại vào ngày 22 tháng 9 năm 2018. Kể từ năm 2019, hầu hết vườn quốc gia đều mở cửa đón du khách. Tuy nhiên, một số doạn đường và đường mòn hang động dung nham Thurston và Bảo tàng Jaggar của Đài quan sát Núi lửa Hawaii vẫn chưa được mở cửa trở lại.

## Môi trường
Với diện tích 323.431 mẫu Anh (505,36 dặm vuông Anh; 1.308,88 km2) bề mặt, hơn một nửa diện tích của nó được chỉ định là Khu vực hoang dã. Vườn quốc gia bao gồm nhiều môi trường tự nhiên khác nhau, từ bờ biển cho đến những đỉnh núi lửa hoạt động mạnh nhất thế giới. Điểm cao nhất tại vườn quốc gia là ngọn núi lửa Mauna Loa ở độ cao 13.679 foot (4.169 m). Khí hậu từ những khu rừng mưa nhiệt đới tươi tốt cho đến Hoang mạc Kaʻū khô và cằn cỗi.
Hoạt động phun trào gần đây nhất là tại núi lửa Kīlauea thông qua một lỗ phun trào dung nham hình nón cổ xưa được gọi là Puʻu ʻŌʻō.
Lối vào chính của vườn quốc gia là từ Đường vành đai Hawaii. Đường Chuỗi Miệng núi lửa dẫn đến bờ biển, băng qua nhiều miệng núi lửa từng phun trào trong quá khứ. Con đường tiếp tục đến một lối vào khác của vườn quốc gia gần thị trấn Kalapana, nhưng tại đó đã bị bao phủ bởi một dòng dung nham khổng lồ.

## Lịch sử

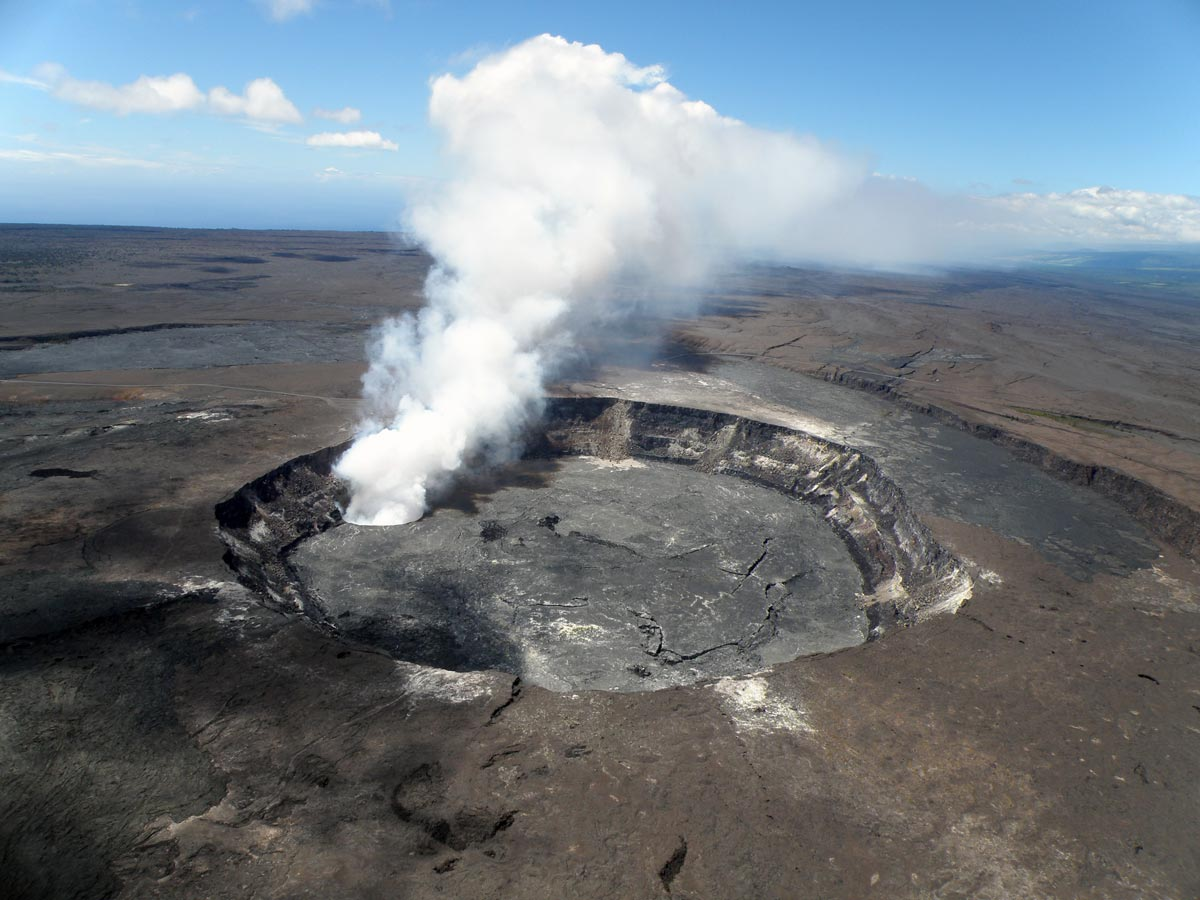
Ảnh chụp trên cao Miệng núi lửa Halemaʻumaʻu, tháng 9 năm 2009

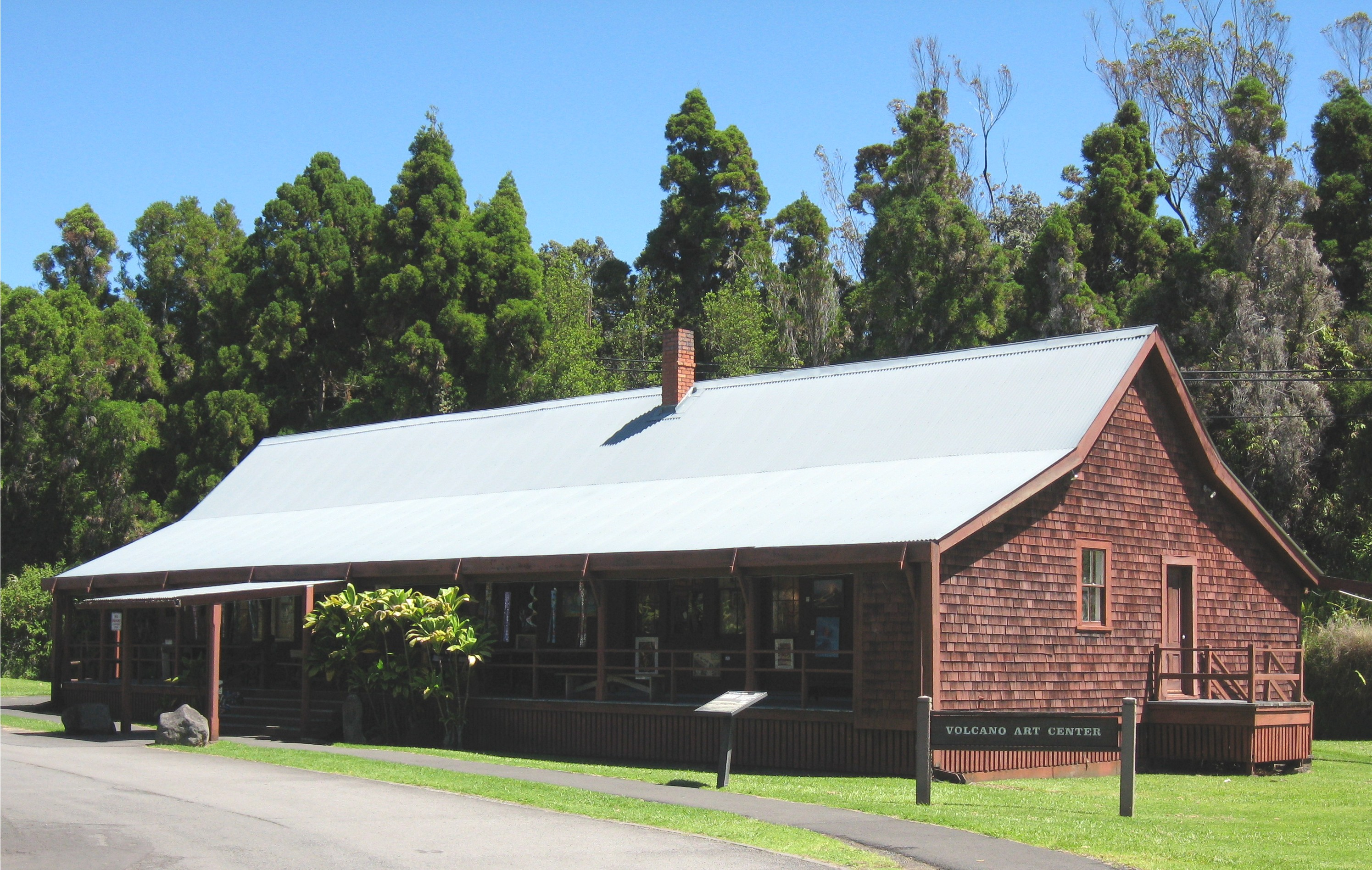
Trung tâm Nghệ thuật Núi lửa là khách sạn Nhà Núi lửa từ năm 1877 đến 1921.

Kīlauea và Halemaʻumaʻu theo truyền thống được coi là ngôi nhà thiêng liêng của nữ thần núi lửa Pele và những người Hawaii bản địa thường xuyên đến đây để dâng quà tặng cho vị thần này. Năm 1790, một nhóm các chiến binh, cùng với phụ nữ và trẻ em để đến trong một vụ phun trào dữ dội bất thường. Nhiều người đã thiệt mạng và số khác vẫn còn những dấu chân dung nham vẫn còn được nhìn thấy cho đến ngày nay.
Những người phương Tây đầu tiên đến đây là nhà truyền giáo William Ellis và người Mỹ Asa Thurston đã đến Kīlauea vào năm 1823. Ellis viết về phản ứng của ông trước cảnh tượng núi lửa đang phun trào: Một cảnh tượng hùng vĩ và thậm chí là kinh hoàng đã xuất hiện trước chúng tôi. Chúng tôi dừng lại và run rẩy. Kinh ngạc trong một số khoảnh khắc khiến chúng tôi chỉ biết câm lặng giống như những bức tượng, chúng tôi đứng im tại chỗ, với đôi mắt dán chặt vào vực thẳm bên dưới.
Núi lửa đã trở thành một điểm thu hút khách du lịch vào những năm 1840 và các doanh nhân địa phương như Benjamin Pitman và George Lycurgus đã điều hành một loạt các khách sạn tại khu vực vành đai. Nhà Núi lửa xây dựng từ năm 1877 từng là một khách sạn hoặc nhà hàng ngày nay là một trung tâm nghệ thuật là khách sạn duy nhất nằm trong ranh giới vườn quốc gia. Nó đã được liệt kê trong Sổ bộ Địa danh Lịch sử Quốc gia Hoa Kỳ.
Lorrin A. Thurston là cháu trai của nhà truyền giáo Asa Thurston là một trong những người đã thúc đẩy việc thành lập vườn quốc gia tại đây sau khi đầu tư vào khách sạn từ năm 1891 đến 1904. Ý tưởng này được đề xuất bởi William R. Castle vào năm 1903. Và sau khi sở hữu tờ báo The Honolulu Advertiser, Thurston đã đăng nhiều bài viết ủng hộ ý tưởng đó. Năm 1907, Lãnh thổ Hawaii đã chi trả phí cho 50 thành viên cùng vợ chồng họ đến thăm Haleakalā và Kīlauea với một bữa tối được nấu nướng trên ống dung nham. Năm 1908, Thurston chiêu đãi Bộ trưởng Nội vụ James Rudolph Garfield và một phái đoàn Quốc hội khác vào năm sau đó. Thống đốc thứ ba của bang Hawaii là Walter F. Frear đã đề xuất một dự thảo luật năm 1911 về việc hình thành vườn quốc gia Kīlauea với kinh phí ban đầu là 50.000 đôla Mỹ. Thurston và doanh nhân giàu có trên đảo là William Herbert Shipman đã đề xuất ranh giới vườn quốc gia nhưng vấp phải sự phản đối từ một số chủ trang trại địa phương. Ông đã được sự ủng hộ của thượng nghị sĩ Henry Cabot Lodge, John Muir (người được mệnh danh là "Cha của các vườn quốc gia") và cựu tổng thống Theodore Roosevelt. Sau nhiều nỗ lực với sự giúp đỡ của Jonah Kūhiō Kalanianaʻole, hoàng tử của Vương quốc Hawaii thì việc thành lập đã được thông qua Nghị quyết 9595 được ký bởi tổng thống Hoa Kỳ thứ 28 Woodrow Wilson vào ngày 1 tháng 8 năm 1916. Nó trở thành vườn quốc gia thứ 11 của Hoa Kỳ và là vườn quốc gia đầu tiên của Hawaii.
Trong vòng vài tuần, Đạo luật Tổ chức Vườn quốc gia đã thành lập Cục Công viên Quốc gia Hoa Kỳ để vận hành hệ thống vườn quốc gia. Và vườn quốc gia được tách khỏi Vườn quốc gia Haleakalā để hình thành Vườn quốc gia Núi lửa Hawaii vào ngày 22 tháng 9 năm 1961.
Một Hang động dung nham dễ tiếp cận đã được đặt tên theo gia đình Thurston. Năm 2004, 115.788 mẫu Anh (468,58 km2) diện tích nông trại Kahuku đã được thêm vào vườn quốc gia, và nó trở thành vụ thu hồi đất lớn nhất trong lịch sử Hawaii. Vườn quốc gia được mở rộng thêm 56% diện tích, gồm những vùng đất được mua lại ở phía tây Waiohinu và một khu vực ở phía nam Kau. Khu đất được mua với giá 21,9 triệu đôla Mỹ từ doanh nhân Samuel Mills Damon, với sự tài trợ từ Tổ chức Bảo tồn Thiên nhiên Hoa Kỳ.